# Кульчинський Роман Миколайович
Роман Кульчинський — головний редактор і співзасновник видання Texty.org.ua, яке спеціалізується на журналістиці даних. Викладав курс «Аналітична журналістика» в Українському католицькому університеті.
У минулому — член «Народного руху України». Син українського дисидента й політика Миколи Георгійовича Кульчинського.

## Кар'єра
- Політичний оглядач ділового тижневика «Галицькі контракти» (1999-2007).[6]
- Головний редактор журналу «Український Тиждень» (2007-2009). Роман Кульчинський, Павло Солодько, Анатолій Бондаренко, Сергій Лук'янчук і Антон Зікора звільнилися з «Українського Тижня» після конфлікту з керівництвом у січні 2009 року. Після цього вони запустили інтернет-портал ZaUA.org.[7][8] Портал ZaUA проіснував рік і закрився. На основі цього сайту Роман Кульчинський й Анатолій Бондаренко створили сайт Texty.org.ua.[9]

- Головний редактор сайту Texty.org.ua (2010-дотепер).[10]

Роман Кульчинський кілька разів намагався побудувати політичну кар'єру. У 1998 році він балотувався до парламенту від політичної партії «Народний рух України», а у 2002-му — від блоку «Наша Україна». 

## Нагороди
У 2019 році Роман Кульчинський й Анатолій Бондаренко, як засновники видання Texty.org.ua, стали лауреатами премії «Високі стандарти журналістики» у категорії «Сталий, якісний медійний проєкт/продукт».